# Rob Epstein

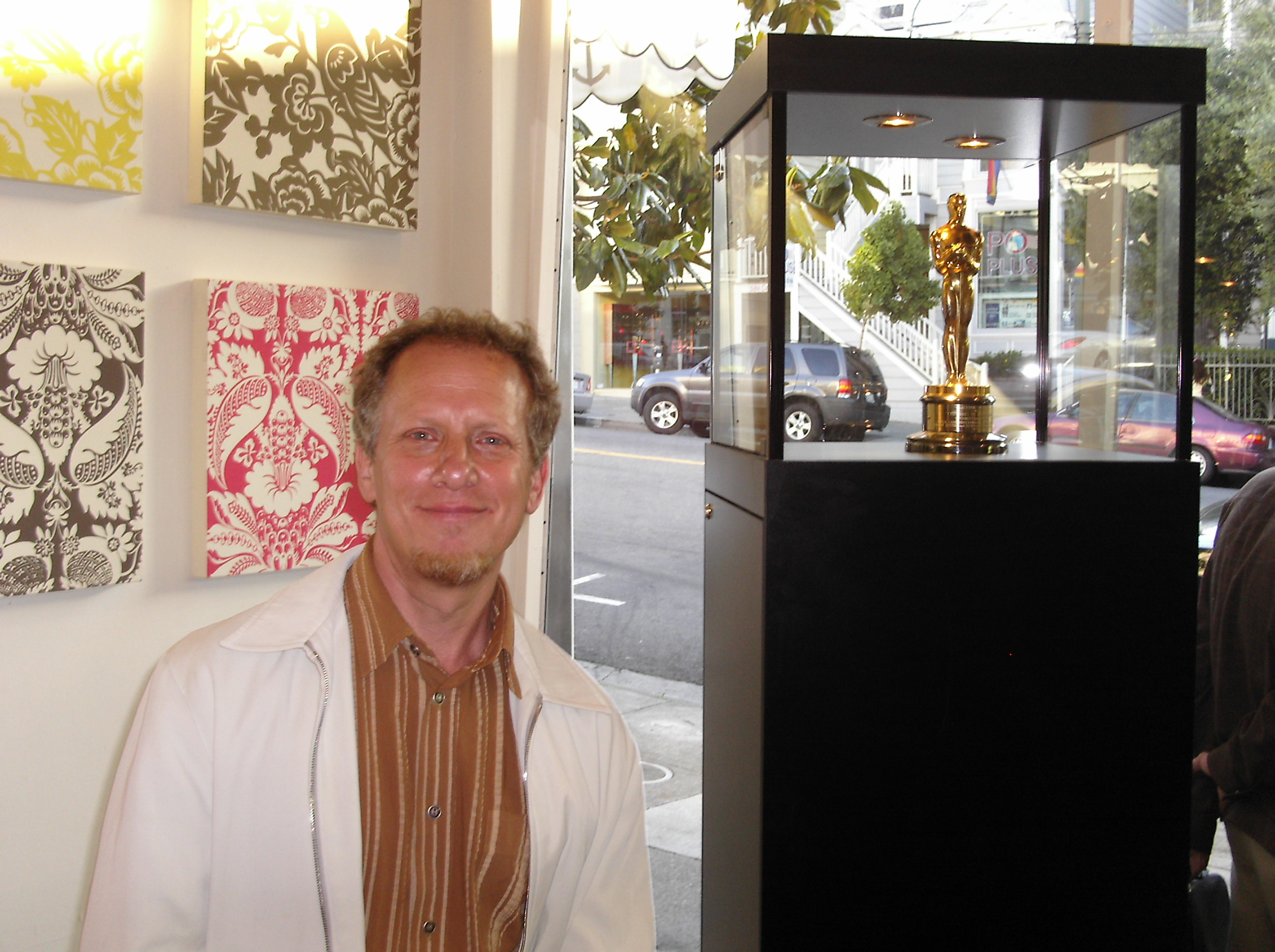
Rob Epstein mit seinem Oscar (2004)

Robert Epstein (* 6. April 1955 in New Brunswick (New Jersey)) ist ein US-amerikanischer Dokumentarfilmer, Regisseur, Autor und Filmproduzent.

## Leben
1985 wurde Epstein für seinen Dokumentarfilm Wer war Harvey Milk? über Harvey Milk, den ersten bekennend homosexuellen Stadtrat San Franciscos, gemeinsam mit dem Produzenten Richard Schmiechen mit einem Oscar in der Kategorie Bester Dokumentarfilm ausgezeichnet. 1990 erhielt er für seine Dokumentation Common Threads: Stories from the Quilt gemeinsam mit dem Produzenten Bill Couturié einen weiteren Oscar in derselben Kategorie. Dieser Dokumentarfilm erzählt die Geschichte des AIDS Memorial Quilt (Sprecher im Originalfilm: Dustin Hoffman).
Gemeinsam mit seinem Kollegen Jeffrey Friedman hat er unter anderem 1995 in The Celluloid Closet – Gefangen in der Traumfabrik, einer Dokumentation inspiriert durch das Buch Vito Russo über die Darstellung von Schwulen in amerikanischen Kinofilmen (Sprecherin im Originalfilm: Lily Tomlin), und 2000 in Paragraph 175, einer Dokumentation der Lebensgeschichten von mehreren Männern und Frauen, die von den Nationalsozialisten wegen ihrer Homosexualität aufgrund des § 175 verfolgt wurden, Regie geführt.
2010 erhielt er gemeinsam mit Friedman für Howl – Das Geheul eine Einladung in den Wettbewerb der 60. Filmfestspiele von Berlin. In dem Drama schlüpfte James Franco in die Rolle des amerikanischen Schriftstellers Allen Ginsberg (1926–1997) mit Jeff Daniels und Treat Williams.
2013 drehten die beiden Lovelace, eine Filmbiographie über den Pornostar  Linda Lovelace, unter anderem mit James Franco als Hugh Hefner.
Rob Epstein ist Mitglied der Directors Guild of America und der Academy of Motion Picture Arts and Sciences und Professor am California College of the Arts, San Francisco. Er ist offen schwul.

## Auszeichnungen
- 1985

“The Times of Harvey Milk”: Academy Award – bester Dokumentarfilm Oscar, drei Emmy Awards, und den Peabody Award 1984 New York Film Critics Circle Award/Bester Dokumentarfilm.
- 1990

“Common Threads: Stories from the Quilt”: Academy Award – bester Dokumentarfilm Oscar den Peabody Award und den Interfilm-Preis der Berlinale.
- 1996

“The Celluloid Closet – Gefangen in der Traumfabrik”: Sundance Film Festival - Freedom of Expression Award, Teddy Award der Berlinale – bester schwuler Dokumentarfilm. Für die  „HBO television presentation“ erhielten  Epstein und Friedman einen Emmy für Regie und einen Peabody Award. 
- 2000

“Paragraph 175”: Sundance Film Festival – Preis für Regie, Berlin Film Festival - FIPRESCI Fédération Internationale de la Presse Cinématographique und Teddy Award der Berlinale für besten schwulen Dokumentarfilm. Festival Internazionale di Cinema Gaylesbico e Queer Culture di Milano – Bester Dokumentarfilm, L.A. Outfest – Outfest Achievement Award, Philadelphia International Gay & Lesbian Film Festival – Jurypreis, San Francisco International Lesbian & Gay Film Festival – Publikumspreis, Seattle Lesbian & Gay Film Festival – Award for Excellence, 2002: Bester Dokumentarfilm der Glitter Awards. (siehe: Jeffrey Friedman)
- 2001:

Davidson/Valentini Award der GLAAD Media Award als offen lebende LGBT-Person

## Filmografie (Auswahl)
- Word is Out: Stories of Some of Our Lives — Regie (1978)
- Wer war Harvey Milk? The Times of Harvey Milk— Regie, Produktion, Schnitt (1984)
- The AIDS Show — Regie, Produktion (1986)
- Common Threads: Stories from the Quilt— Regie, Produktion, Autor (1989)
- Where Are We? Our Trip Through America — Regie, Produktion (1993)
- The Celluloid Closet – Gefangen in der Traumfabrik — Regie, Produktion, Autor (1995)
- Paragraph 175 — Regie, Produktion  (2000)
- Underground Zero (segment "Isaiah's Rap") — Regie (2002)
- Crime & Punishment (TV Series) — Regie, Produktion (2002)
- An Evening with Eddie Gomez — Regie (2005)
- 10 Days That Unexpectedly Changed America: Gold Rush (Fernsehserie) — Regie (2006)
- Howl – Das Geheul (Howl) — Regie, Autor (2010)
- The Battle of Amfar – Regie (2013)
- Lovelace — Regie (2013)
- And the Oscar goes to  (Dokumentarfilm) — Regie, Produktion, Autor (2014)
- 2018: Endspiel (Endgame, Dokumentar-Kurzfilm)